# Tomokazu Fujino
Tomokazu Fujino (藤野智一, Fujino Tomokazu, Tóquio, 25 de janeiro de 1967) é um ex-ciclista olímpico japonês, que competiu como profissional entre 1993 e 1999. Fujino representou seu país nos Jogos Olímpicos de Verão de 1992, em Barcelona.